# Arsen Harutyunyan (lottatore)
Arsen Kareni Harutyunyan (in armeno Արսեն Կարենի Հարությունյան?; Masis, 22 novembre 1999) è un lottatore armeno specializzato nella lotta libera.

## Biografia
All'età di diciannove anni ha vinto la medaglia d'oro agli europei di Bucarest 2019 nella categoria 61 chilogrammi.
L'anno successivo ha ottenuto il bronzo agli europei di Roma 2020 e l'argento nella Coppa del mondo individuale di Belgrado 2021, evento che ha sostituito i campionati mondiali, cancellati a causa dell'emergenza sanitaria causata dalla Pandemia di COVID-19.
Ha rappresentato l'Armenia ai Giochi olimpici estivi di Tokyo 2020, dove si è classificato tredicesimo, nel torneo dei 57 kg, estromesso dal tabellone principale dal mongolo Erdenebatyn Bekhbayar. Ai mondiali di Oslo 2021 ha vinto la medaglia di bronzo nei 61 kg.
Ha vinto il suo secondo titolo continentale agli europei di Budapest 2022, dove ha sconfitto il turco Süleyman Atlı in finale.

## Palmarès
- Mondiali

Oslo 2021: bronzo nei 61 kg.
Belgrado 2022: bronzo nei 61 kg.
Belgrado 2023: bronzo nei 57 kg.
- Europei

Bucarest 2019: oro nei 61 kg.
Roma 2020: bronzo nei 61 kg.
Budapest 2022: oro nei 61 kg.
Zagabria 2023: oro nei 61 kg.
- Europei U23

Belgrado 2021: oro nei 61 kg.
Pontevedera 2022: oro nei 61 kg.

## Altre competizioni internazionali
2020
- Argento nei 57 kg nella Coppa del mondo individuale ( Belgrado)